# 黎明破曉的街道
《黎明破曉的街道》，簡體中文版譯作《黎明之街》，是日本作家東野圭吾的長篇推理小說。原刊載在由角川書店所發行的《野性時代》雜誌2004年9月號～2007年4月號進行連載，之後在2006年2月號刊載番外篇。2007年6月30日由角川書店發行單行本，這也是距離2003年發行《殺人之門》單行本以來，相差4年才由角川書店再次發行單行本。
這是以橫濱為背景，描述外遇的作品，也可說是東野達到另一寫作新境地的作品。由於是受到南方之星的歌曲《LOVE AFFAIR ～秘密約會～》所啟發而寫作的作品，因此都能看到歌曲的歌詞不斷地出現在書中。
2011年改編為電影，由若松節朗執導，岸谷五朗、深田恭子主演。

## 出版書籍
| 出版社       | 出版日期      | 格式   | 頁數  | ISBN                   | 譯者   |
| ------------ | ------------- | ------ | ----- | ---------------------- | ------ |
| 角川書店     | 2007年6月30日 | 單行本 | 336頁 | ISBN 978-4-04-873788-3 | 不適用 |
| 光文社       | 2010年7月24日 | 文庫本 | 391頁 | ISBN 978-4-04-371808-5 | 不適用 |
| 泰国         | 2011年5月     | 平裝書 | 340頁 | ISBN 978-616-515-107-8 |        |
| 皇冠文化     | 2011年5月2日  | 平裝書 | 320頁 | ISBN 978-957-332-792-9 | 劉子倩 |
| 朝鮮 (地區)  | 2011年9月26日 | 平裝書 | 420頁 | ISBN 978-899-098244-5  |        |
| 南海出版公司 | 2012年4月1日  | 平裝書 | 277頁 | ISBN 978-754-425672-8  | 李超楠 |

## 書籍評價
- 2008年 「這本推理小說真厲害！」　第34名[1]

## 故事簡介
15年前在橫濱的一幢豪宅內，仲西達也的情婦本條麗子被發現倒臥在血泊之中，仲西的女兒秋葉則昏倒在屍體旁。這樁命案沒有任何的目擊者、也沒有入侵痕跡，卻也找不到秋葉就是兇手的證據。唯一的動機就是秋葉的母親因為父親外遇而自殺，埋藏在女兒心中的恨意，讓秋葉成為最大的嫌疑犯……
15年後命案追訴時效即將屆滿，就在此時，渡部邂逅了秋葉，即使渡部擁有幸福的家庭，仍無法自拔地愛上了秋葉！宿命般的輪迴緊緊纏繞住他倆，但秋葉卻決定說出一個埋藏在心中已久的祕密，讓這段原本見不得光的戀情，逐漸走向血色黎明……

## 登場人物
渡部（Watabe）
主角。擁有妻子與1個女兒的3人幸福家庭。在東京都日本橋附近燈飾相關的大公司擔任主任。
是小說的主要敘事者，覺得搞外遇的人很傻，但自己卻因秋葉出軌且無法自拔。
仲西 秋葉（Nakanishi Akiba）
在渡部公司中擔任派遣社員，也是渡部外遇的對象。是個個性不服輸、擁有著無法對人說的往事。
渡部 有美子（Watabe Yumiko）
有美子是渡部的妻子，個性溫吞的女性，看似沒意識到渡部的外遇行為，但實際上或許早已注意到。與渡部有一女兒園美。
渡部 園美（Watabe Sonomi）
渡部的女兒，就讀幼稚園。
新谷（Shintani）
渡部大學時代登山社的同學。由於自己曾有過外遇經驗，因此時常給渡部相關的建議。
古崎（Kosaki）
黑澤（Kurosawa）
渡部大學時代登山社的同學。睽違多年四個老友在新宿喝酒的週五晚間，渡部與秋葉第一次有工作以外的發展。
仲西 達也（Nakanishi Tatsuya）
秋葉的父親。是個擁有很多頭銜、工作有能力的人，與本條麗子外遇。
仲西 綾子（Nakanishi Ayako）
秋葉的母親。與仲西先生離婚後分居，與秋葉仍有往來。在麗子屍體被發現的三個月前也被發現她的遺體，死因是服了除草劑。
濱崎 妙子（Hamasaki Taeko）
彩色夫人
仲西綾子的妹妹；秋葉的阿姨。「蝶之巢」酒吧的女主人，濱崎妙子是她的本名，客人只稱她「彩色夫人」。
本條 麗子（Honjou Reiko）
仲西達也的情人。十五年前被秋葉發現死在仲西家中。
釘宮 真紀子（Kugimiya Makiko）
本條麗子的妹妹。小說中沒特別說明，「釘宮」應該是結婚後改為夫婿的姓。
蘆原（Ashihara）
刑事警察。追查15年前的兇殺案，渡部從他那裡得知十五年前事情的相關訊息。

## 作品相關
- 關於新谷的外遇故事，在小說中以番外篇的形式收錄在本篇之後。同時也讓讀者了解新谷常勸誡渡部放棄外遇的原因。
- 東野在訪談中提到描寫女性的心情真的非常困難。收錄在S-woman.net

## 電影

### 主演
- 渡部和也（上班族） - 岸谷五朗
- 仲西秋葉（派遣員工） - 深田恭子
- 渡部有美子（和也之妻） - 木村多江
- 新谷（和也的朋友） - 石黑賢
- 里村（和也的部下） - 黄川田将也
- 部長（和也的上司） - 田中健
- 濱崎妙子（秋葉的阿姨） - 萬田久子
- 仲西達彦（秋葉的父親） - 中村雅俊
- 渡部園美（和也的女兒） - 栗本有規

### 工作人員
- 監督 - 若松節朗
- 劇本 - 川崎泉
- 原作 - 東野圭吾《黎明破曉的街道》（角川文庫）
- 監製 - 井上伸一郎
- 企劃 - 池田宏之
- 製作 - 椎名保、阿佐美弘恭
- 製作人 - 土川勉、鈴木光、岡田和則、坂本忠久
- 攝影 - 蔦井孝洋
- 美術 - 和田洋
- 音樂 - 住友紀人
- 錄音 - 柿澤潔
- 燈光 - 高橋幸司
- 剪輯 - 新井孝夫
- 製作 - 角川映畫、電影「黎明破曉的街道」製作委員會
- 發行 - 角川映畫

### 主題歌
- 久保田利伸（無法喊出聲音～黎明破曉的街道ver.～）

## 相關連結
- （日語）官方網頁
- （英文）AsianWiki:Before Sunrise（页面存档备份，存于）